# 把子功
把子功是戲曲表演武功的組成部分，指戲曲演員掌握和運用把子技術的基本功。一作靶子，又稱刀槍把子，為傳統戲曲演出中所用兵器道具的統稱，有刀、槍、劍、戟、棒、棍、斧、鉞等。一般分作長、短、徒手三種：長把子如大刀、長槍、叉、棍棒等；短把子如刀、劍、斧、錘等；徒手俗稱手把子，即赤手空拳對打。每套把子均有專名。在表演上又分作莊重把子和滑稽把子，前者要求莊嚴威武、雄健肅穆，如《長阪坡》中趙雲和曹營諸將的武打；後者則詼諧逗趣，引人發笑，如《鬧天宮》中孫悟空與巨靈神、龜、蝦二將等的武打。